# Aittasaari (ö i Södra Karelen, Villmanstrand)
Aittasaari är en ö i Finland. Den ligger i sjön Saimen och i kommunen Taipalsaari i den ekonomiska regionen  Villmanstrands ekonomiska region  och landskapet Södra Karelen, i den södra delen av landet, 220 km nordost om huvudstaden Helsingfors. Öns area är 3,6 hektar och dess största längd är 440 meter i sydöst-nordvästlig riktning.